# 交通部公路局
交通部公路局（こうつうぶこうろきょく）は中華民国交通部内に設置された、台湾省道の計画、測量、建設、管理及び、各県政府の委託を受け県道の維持管理を主要業務とする政府機関。道路以外に台湾での車両ナンバーや免許証、車両検査などの業務も主管している。

## 歴史

### 大陸時代
交通部公路総局は1943年4月、中国全土の道路輸送、工事、管理を行う目的で設置され、総局の下部に総務処、工務処、監理処、運務処、材料処、財務処の6処が設置された。工務処は道路整備計画を、監理処は車両ナンバーの発行を、運務処では公用車の調達、材料処では工事資材の調達を担当していた。

### 台湾省公路局への委託
中華民国政府が台湾へ移転した後、台湾の道路行政の規模が縮小したため、交通部公路総局は名義のみを残して、実質的な業務を台湾省公路局に委託した（免許証には交通部公路総局の印章が使用されていた）。
「台湾省公路局」の前身は台湾省行政長官公署交通処鉄路管理委員会汽車処であり、1946年8月1日に成立、台湾省内の道路輸送業務及び公路総局より委託された道路管理業務を担当した。1947年5月、台湾省政府が成立すると汽車処は交通処に昇格となると同時に「台湾省公路局」へと改称された。1949年には「台湾省公共工程局」の業務を吸収し台湾院おける公共工事の監督業務も担当し、1950年に交通部の指示により台湾省全域（当時の台北市、高雄市は直轄市でなく台湾省に帰属していた）の道路工事、輸送、管理を委託するようになった。
1967年には台北市が、1979年には高雄市が直轄市に昇格すると、2市の道路行政は市政府により管轄されるようになった。1980年10月1日より公路局は担当する輸送業務を分割することとなり、旅客輸送部門が「台湾汽車客運公司」として独立、公路局の業務内容から輸送業務が除外されている。

### 交通部管轄
1999年7月1日、台湾省業務の大幅な削減（虚省化）にともない、公路局は交通部の管轄となり交通部公路局と改称された。2002年1月30日に組織条例が施行され「交通部公路総局」と改称された。2023年9月15日に再び交通部公路局に改称されて現在に至る。

### 展望
現在の公路総局は大陸時代の公路総局と成立の背景が異なり、現在台湾に限定して道路行政を担当している。公路総局は台湾省全域の道路管理機関であるが、国道の新規建設と管理に関しては、交通部台湾区国道新建工程局及び交通部台湾区国道高速公路局の責任において業政運営がなされており、公路総局は省道の管理に限定されている。また県道に関しては各県政府に管理義務があるが、管理能力が低い県政府の委託を受けて実質的に公路総局が代理管理を実施している。
また業務範囲は台湾省に限定されており、台北市、高雄市、金門県、連江県に関しては当該地方政府に拠り道路の維持・管理が行われている。
現在行政院は政府行政機関の見直しを進め、将来は国道と省道を二元管理することを検討している。具体的には交通及び建設部の下部に「国道高速公路局」と「公路局」を設置し、新設される公路局は現行の業務以外に県道以下の道路行政を担当するものとされ、現在政府内部で調整中である。

## 現行組織
公路局は台北市万華区東園街に設置され、計画、新規着工、維持管理、用地、機材、監理の6組の業務機構と、情報、人事、会計、風紀、秘書などの管理機構により構成されている。

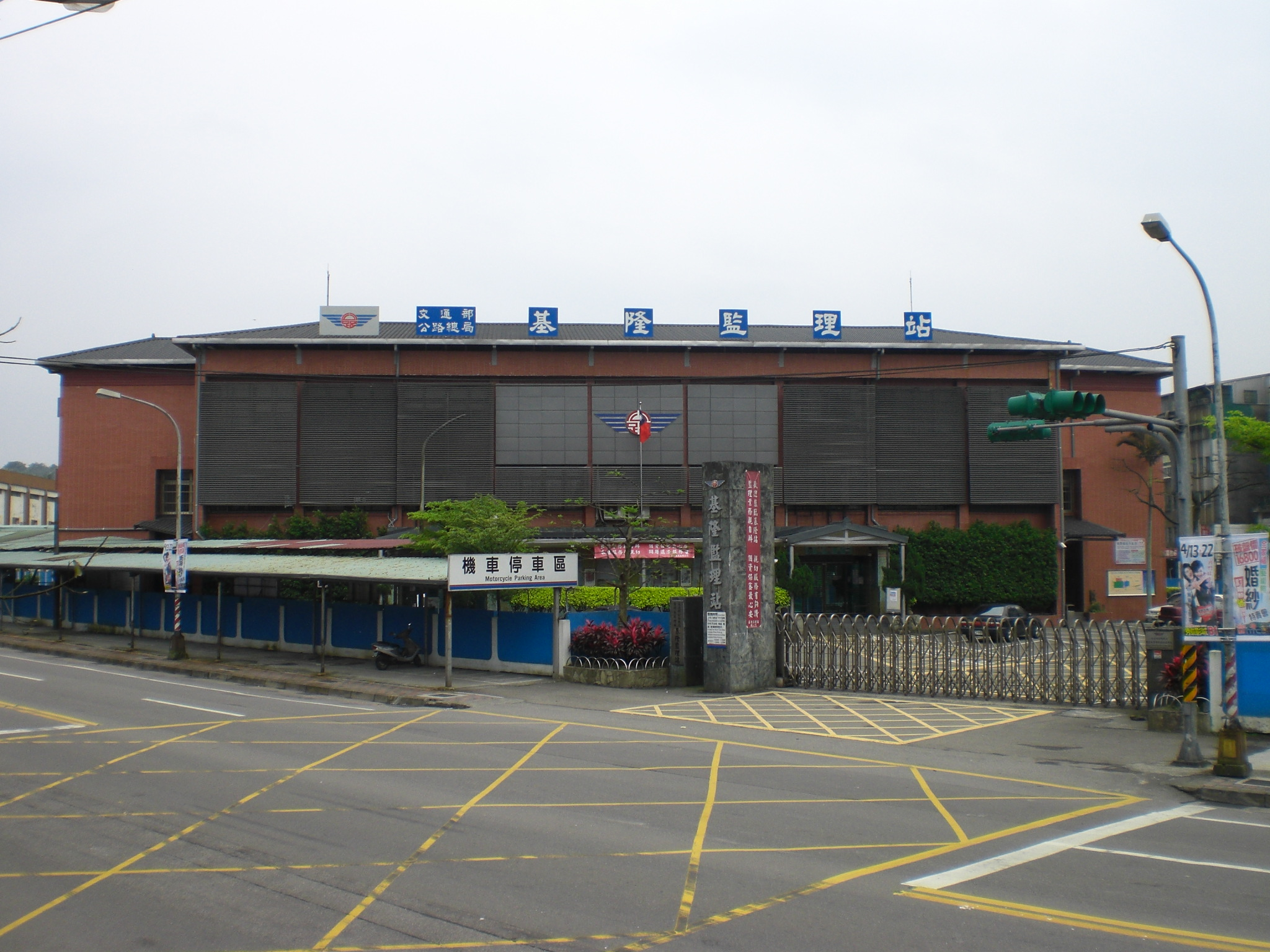
公路局基隆監理站

道路の維持管理に関しては台北市区、高雄市区、台北区、新竹区、台中区、嘉義区、高雄区の7監理区を設置し、各区が維持管理を行い、その下部に実務組織としての管理站が設置されている。
1. 台北市区 : 台北市（2XXX）
2. 高雄市区 : 元高雄市（3XXX）
3. 台北区 : 基隆市、新北市、台北市、宜蘭県、花蓮縣（1XXX）
4. 新竹区 : 桃園市、新竹市、新竹県、苗栗県（5XXX）
5. 台中区 : 台中県、台中市、彰化県、南投県（6XXX）
6. 嘉義区 : 雲林県、嘉義市、嘉義県、台南市（7XXX）
7. 高雄区 : 高雄市、屏東県、台東県、澎湖県（8XXX）

（その他は9XXX系統の国道聯営路線もある）
このほか北、中、南部それぞれに自動車技術訓練センターを設置している。
道路の補修業務に関してもやはり台湾を5区に分割し、各区の下部に補修工事処を設置している。新規着工を行う場合は臨時工事処が設置され、現在「西部浜海公路（北、中、南）3処」、「東西向快速公路（中、南、高南）3処」、「重大橋樑工程処」が設置されている、また建設機材や道路地盤の調査・研究のために材料試験所も設置されている。